# BinckBank Tour de 2019
A 15.ª edição do competição ciclista BinckBank Tour é uma prova de ciclismo de estrada por etapas que decorre entre 12 e 18 de agosto de 2019 na Bélgica e nos Países Baixos com início na cidade de Beveren e final no município de Geraardsbergen sobre um percurso de 977,3 quilómetros.
A prova faz parte do UCI World Tour de 2019, sendo a trigésima primeira competição do calendário de máxima categoria mundial.
O vencedor final foi o belga Laurens De Plus da Jumbo-Visma seguido do belga Oliver Naesen da AG2R La Mondiale e o belga Tim Wellens da Lotto-Soudal.

## Equipas participantes
Uma vez que o BinckBank Tour de 2019 é um evento do UCI World Tour, todas as dezoito equipas World Trip da UCI foram convidadas automaticamente e obrigadas a participar na corrida. Cinco equipas da UCI Professional Continental receberam convites para a corrida e, como tal, formaram o pelotão de 23 equipas do evento. As equipas participantes foram:
| Equipes WorldTeam (18)- AG2R La Mondiale - Astana - Bahrain-Merida - Bora-hansgrohe - CCC Team - Deceuninck-Quick Step - EF Education First - Groupama-FDJ - Katusha-Alpecin - Lotto Soudal - Mitchelton-Scott - Movistar Team - Dimension Data - Team Jumbo-Visma - Ineos - Team Sunweb - Trek-Segafredo - UAE Team Emirates Equipes profissionais Continentais (5)- Roompot-Charles - Sport Vlaanderen-Baloise - Wanty-Groupe Gobert - Wallonie Bruxelles - Total Direct Énergie |
| |

## Percorrido
O BinckBank Tour dispôs de sete etapas dividido em quatro etapas planas, duas em media montanha, e um contra-relógio individual, para um percurso total de 977,3 quilómetros.
| Etapa | Data    | Percurso                            | type                      | Distância (km) | Vencedor      | Líder geral     |
| ----- | ------- | ----------------------------------- | ------------------------- | -------------- | ------------- | --------------- |
| 1     | 12 ago. | Beveren – Hulst                     | etapa plana               | 167,2          | Sam Bennett   | Sam Bennett     |
| 2     | 13 ago. | Blankenberge – Ardooie              | etapa plana               | 169,1          | Sam Bennett   | Sam Bennett     |
| 3     | 14 ago. | Aalter – Aalter                     | etapa plana               | 166,9          | Sam Bennett   | Sam Bennett     |
| 4     | 15 ago. | Houffalize – Houffalize             | etapa escarpada           | 96,2           | Tim Wellens   | Tim Wellens     |
| 5     | 16 ago. | Riemst – Venray                     | etapa plana               | 191,4          | Álvaro Hodeg  | Tim Wellens     |
| 6     | 17 ago. | Haia – Haia                         | contrarrelógio individual | 8,4            | Filippo Ganna | Tim Wellens     |
| 7     | 18 ago. | Sint-Pieters-Leeuw – Geraardsbergen | etapa escarpada           | 178,1          | Oliver Naesen | Laurens De Plus |

## Desenvolvimento da carreira

### 1.ª etapa
| Beveren - Hulst | etapa plana | (167,2 km) |

| \| Classificação por etapas \| Classificação por etapas \| Classificação por etapas \| Classificação por etapas \| Classificação por etapas \| \| Ciclista \| Ciclista \| Equipe \| Tempo \| \| \| ------------------------ \| ------------------------ \| ------------------------ \| ------------------------ \| ------------------------ \| \| 1. \| Sam Bennett \| Bora-Hansgrohe \| 3h37m15s \| \| \| 2. \| Edward Theuns \| Trek-Segafredo \| + 0s \| \| \| 3. \| Mike Teunissen \| Team Jumbo-Visma \| + 0s \| \| \| 4. \| Jasper Philipsen \| UAE Team Emirates \| + 0s \| \| \| 5. \| Phil Bauhaus \| Bahrain-Merida \| + 0s \| \| \| 6. \| Timothy Dupont \| Wanty-Gobert \| + 0s \| \| \| 7. \| Dylan Groenewegen \| Team Jumbo-Visma \| + 0s \| \| \| 8. \| Kristoffer Halvorsen \| Team Ineos \| + 0s \| \| \| 9. \| Álvaro Hodeg \| Deceuninck-Quick Step \| + 0s \| \| \| 10. \| Amaury Capiot \| Sport Vlaanderen-Baloise \| + 0s \| \| |                      |                          |          |
| |                      |                          |          |
| |                      |                          |          |
| Classificação por etapas |                      |                          |          |
| Ciclista | Ciclista             | Equipe                   | Tempo    |
| 1. | Sam Bennett          | Bora-Hansgrohe           | 3h37m15s |
| 2. | Edward Theuns        | Trek-Segafredo           | + 0s     |
| 3. | Mike Teunissen       | Team Jumbo-Visma         | + 0s     |
| 4. | Jasper Philipsen     | UAE Team Emirates        | + 0s     |
| 5. | Phil Bauhaus         | Bahrain-Merida           | + 0s     |
| 6. | Timothy Dupont       | Wanty-Gobert             | + 0s     |
| 7. | Dylan Groenewegen    | Team Jumbo-Visma         | + 0s     |
| 8. | Kristoffer Halvorsen | Team Ineos               | + 0s     |
| 9. | Álvaro Hodeg         | Deceuninck-Quick Step    | + 0s     |
| 10. | Amaury Capiot        | Sport Vlaanderen-Baloise | + 0s     |

| \| Classificação geral \| Classificação geral \| Classificação geral \| Classificação geral \| Classificação geral \| \| Ciclista \| Ciclista \| Equipe \| Tempo \| \| \| ------------------- \| ------------------- \| ------------------- \| ------------------- \| ------------------- \| \| 1. \| Sam Bennett \| Bora-Hansgrohe \| 3h37m05s \| \| \| 2. \| Łukasz Wiśniowski \| CCC Team \| + 2s \| \| \| 3. \| Lars Bak \| Dimension Data \| + 3s \| \| \| 4. \| Edward Theuns \| Trek-Segafredo \| + 4s \| \| \| 5. \| Mike Teunissen \| Team Jumbo-Visma \| + 6s \| \| \| 6. \| Baptiste Planckaert \| Wallonie Bruxelles \| + 7s \| \| \| 7. \| Jasper Philipsen \| UAE Team Emirates \| + 10s \| \| \| 8. \| Phil Bauhaus \| Bahrain-Merida \| + 10s \| \| \| 9. \| Timothy Dupont \| Wanty-Gobert \| + 10s \| \| \| 10. \| Dylan Groenewegen \| Team Jumbo-Visma \| + 10s \| \| |                     |                    |          |
| |                     |                    |          |
| |                     |                    |          |
| Classificação geral |                     |                    |          |
| Ciclista | Ciclista            | Equipe             | Tempo    |
| 1. | Sam Bennett         | Bora-Hansgrohe     | 3h37m05s |
| 2. | Łukasz Wiśniowski   | CCC Team           | + 2s     |
| 3. | Lars Bak            | Dimension Data     | + 3s     |
| 4. | Edward Theuns       | Trek-Segafredo     | + 4s     |
| 5. | Mike Teunissen      | Team Jumbo-Visma   | + 6s     |
| 6. | Baptiste Planckaert | Wallonie Bruxelles | + 7s     |
| 7. | Jasper Philipsen    | UAE Team Emirates  | + 10s    |
| 8. | Phil Bauhaus        | Bahrain-Merida     | + 10s    |
| 9. | Timothy Dupont      | Wanty-Gobert       | + 10s    |
| 10. | Dylan Groenewegen   | Team Jumbo-Visma   | + 10s    |

### 2.ª etapa
| Blankenberge - Ardooie | etapa plana | (169,1 km) |

| \| Classificação por etapas \| Classificação por etapas \| Classificação por etapas \| Classificação por etapas \| Classificação por etapas \| \| Ciclista \| Ciclista \| Equipe \| Tempo \| \| \| ------------------------ \| ------------------------ \| ------------------------ \| ------------------------ \| ------------------------ \| \| 1. \| Sam Bennett \| Bora-Hansgrohe \| 3h45m20s \| \| \| 2. \| Jasper Philipsen \| UAE Team Emirates \| + 0s \| \| \| 3. \| Dylan Groenewegen \| Team Jumbo-Visma \| + 0s \| \| \| 4. \| Kristoffer Halvorsen \| Team Ineos \| + 0s \| \| \| 5. \| Álvaro Hodeg \| Deceuninck-Quick Step \| + 0s \| \| \| 6. \| Amaury Capiot \| Sport Vlaanderen-Baloise \| + 0s \| \| \| 7. \| Phil Bauhaus \| Bahrain-Merida \| + 0s \| \| \| 8. \| Nikolas Maes \| Lotto-Soudal \| + 0s \| \| \| 9. \| Arnaud Démare \| Groupama-FDJ \| + 0s \| \| \| 10. \| Timothy Dupont \| Wanty-Gobert \| + 0s \| \| |                      |                          |          |
| |                      |                          |          |
| |                      |                          |          |
| Classificação por etapas |                      |                          |          |
| Ciclista | Ciclista             | Equipe                   | Tempo    |
| 1. | Sam Bennett          | Bora-Hansgrohe           | 3h45m20s |
| 2. | Jasper Philipsen     | UAE Team Emirates        | + 0s     |
| 3. | Dylan Groenewegen    | Team Jumbo-Visma         | + 0s     |
| 4. | Kristoffer Halvorsen | Team Ineos               | + 0s     |
| 5. | Álvaro Hodeg         | Deceuninck-Quick Step    | + 0s     |
| 6. | Amaury Capiot        | Sport Vlaanderen-Baloise | + 0s     |
| 7. | Phil Bauhaus         | Bahrain-Merida           | + 0s     |
| 8. | Nikolas Maes         | Lotto-Soudal             | + 0s     |
| 9. | Arnaud Démare        | Groupama-FDJ             | + 0s     |
| 10. | Timothy Dupont       | Wanty-Gobert             | + 0s     |

| \| Classificação geral \| Classificação geral \| Classificação geral \| Classificação geral \| Classificação geral \| \| Ciclista \| Ciclista \| Equipe \| Tempo \| \| \| ------------------- \| ------------------- \| ------------------------ \| ------------------- \| ------------------- \| \| 1. \| Sam Bennett \| Bora-Hansgrohe \| 7h27m57s \| \| \| 2. \| Łukasz Wiśniowski \| CCC Team \| + 12s \| \| \| 3. \| Josef Černý \| CCC Team \| + 13s \| \| \| 4. \| Lars Bak \| Dimension Data \| + 13s \| \| \| 5. \| Jasper Philipsen \| UAE Team Emirates \| + 14s \| \| \| 6. \| Edward Theuns \| Trek-Segafredo \| + 14s \| \| \| 7. \| Robert Stannard \| Mitchelton-Scott \| + 14s \| \| \| 8. \| Dylan Groenewegen \| Team Jumbo-Visma \| + 16s \| \| \| 9. \| Mike Teunissen \| Team Jumbo-Visma \| + 16s \| \| \| 10. \| Thomas Sprengers \| Sport Vlaanderen-Baloise \| + 17s \| \| |                   |                          |          |
| |                   |                          |          |
| |                   |                          |          |
| Classificação geral |                   |                          |          |
| Ciclista | Ciclista          | Equipe                   | Tempo    |
| 1. | Sam Bennett       | Bora-Hansgrohe           | 7h27m57s |
| 2. | Łukasz Wiśniowski | CCC Team                 | + 12s    |
| 3. | Josef Černý       | CCC Team                 | + 13s    |
| 4. | Lars Bak          | Dimension Data           | + 13s    |
| 5. | Jasper Philipsen  | UAE Team Emirates        | + 14s    |
| 6. | Edward Theuns     | Trek-Segafredo           | + 14s    |
| 7. | Robert Stannard   | Mitchelton-Scott         | + 14s    |
| 8. | Dylan Groenewegen | Team Jumbo-Visma         | + 16s    |
| 9. | Mike Teunissen    | Team Jumbo-Visma         | + 16s    |
| 10. | Thomas Sprengers  | Sport Vlaanderen-Baloise | + 17s    |

### 3.ª etapa
| Aalter - Aalter | etapa plana | (166,9 km) |

| \| Classificação por etapas \| Classificação por etapas \| Classificação por etapas \| Classificação por etapas \| Classificação por etapas \| \| Ciclista \| Ciclista \| Equipe \| Tempo \| \| \| ------------------------ \| ------------------------ \| ------------------------ \| ------------------------ \| ------------------------ \| \| 1. \| Sam Bennett \| Bora-Hansgrohe \| 3h48m36s \| \| \| 2. \| Dylan Groenewegen \| Team Jumbo-Visma \| + 0s \| \| \| 3. \| Jasper Philipsen \| UAE Team Emirates \| + 0s \| \| \| 4. \| Jürgen Roelandts \| Movistar Team \| + 0s \| \| \| 5. \| Florian Sénéchal \| Deceuninck-Quick Step \| + 0s \| \| \| 6. \| Edward Theuns \| Trek-Segafredo \| + 0s \| \| \| 7. \| Timothy Dupont \| Wanty-Gobert \| + 0s \| \| \| 8. \| Jakub Mareczko \| CCC Team \| + 0s \| \| \| 9. \| Arnaud Démare \| Groupama-FDJ \| + 0s \| \| \| 10. \| Amaury Capiot \| Sport Vlaanderen-Baloise \| + 0s \| \| |                   |                          |          |
| |                   |                          |          |
| |                   |                          |          |
| Classificação por etapas |                   |                          |          |
| Ciclista | Ciclista          | Equipe                   | Tempo    |
| 1. | Sam Bennett       | Bora-Hansgrohe           | 3h48m36s |
| 2. | Dylan Groenewegen | Team Jumbo-Visma         | + 0s     |
| 3. | Jasper Philipsen  | UAE Team Emirates        | + 0s     |
| 4. | Jürgen Roelandts  | Movistar Team            | + 0s     |
| 5. | Florian Sénéchal  | Deceuninck-Quick Step    | + 0s     |
| 6. | Edward Theuns     | Trek-Segafredo           | + 0s     |
| 7. | Timothy Dupont    | Wanty-Gobert             | + 0s     |
| 8. | Jakub Mareczko    | CCC Team                 | + 0s     |
| 9. | Arnaud Démare     | Groupama-FDJ             | + 0s     |
| 10. | Amaury Capiot     | Sport Vlaanderen-Baloise | + 0s     |

| \| Classificação geral \| Classificação geral \| Classificação geral \| Classificação geral \| Classificação geral \| \| Ciclista \| Ciclista \| Equipe \| Tempo \| \| \| ------------------- \| ------------------------ \| ------------------- \| ------------------- \| ------------------- \| \| 1. \| Sam Bennett \| Bora-Hansgrohe \| 11h16m23s \| \| \| 2. \| Jasper Philipsen \| UAE Team Emirates \| + 20s \| \| \| 3. \| Dylan Groenewegen \| Team Jumbo-Visma \| + 20s \| \| \| 4. \| Łukasz Wiśniowski \| CCC Team \| + 22s \| \| \| 5. \| Guillaume Van Keirsbulck \| CCC Team \| + 22s \| \| \| 6. \| Lars Bak \| Dimension Data \| + 23s \| \| \| 7. \| Josef Černý \| CCC Team \| + 23s \| \| \| 8. \| Harry Tanfield \| Katusha-Alpecin \| + 23s \| \| \| 9. \| Edward Theuns \| Trek-Segafredo \| + 24s \| \| \| 10. \| Robert Stannard \| Mitchelton-Scott \| + 24s \| \| |                          |                   |           |
| |                          |                   |           |
| |                          |                   |           |
| Classificação geral |                          |                   |           |
| Ciclista | Ciclista                 | Equipe            | Tempo     |
| 1. | Sam Bennett              | Bora-Hansgrohe    | 11h16m23s |
| 2. | Jasper Philipsen         | UAE Team Emirates | + 20s     |
| 3. | Dylan Groenewegen        | Team Jumbo-Visma  | + 20s     |
| 4. | Łukasz Wiśniowski        | CCC Team          | + 22s     |
| 5. | Guillaume Van Keirsbulck | CCC Team          | + 22s     |
| 6. | Lars Bak                 | Dimension Data    | + 23s     |
| 7. | Josef Černý              | CCC Team          | + 23s     |
| 8. | Harry Tanfield           | Katusha-Alpecin   | + 23s     |
| 9. | Edward Theuns            | Trek-Segafredo    | + 24s     |
| 10. | Robert Stannard          | Mitchelton-Scott  | + 24s     |

### 4.ª etapa
| Houffalize - Houffalize | etapa escarpada | (96,2 km) |

| \| Classificação por etapas \| Classificação por etapas \| Classificação por etapas \| Classificação por etapas \| Classificação por etapas \| \| Ciclista \| Ciclista \| Equipe \| Tempo \| \| \| ------------------------ \| ------------------------ \| ------------------------ \| ------------------------ \| ------------------------ \| \| 1. \| Tim Wellens \| Lotto-Soudal \| 2h20m41s \| \| \| 2. \| Marc Hirschi \| Team Sunweb \| + 0s \| \| \| 3. \| Laurens De Plus \| Team Jumbo-Visma \| + 5s \| \| \| 4. \| Iván García Cortina \| Bahrain-Merida \| + 23s \| \| \| 5. \| Oliver Naesen \| AG2R La Mondiale \| + 23s \| \| \| 6. \| Michael Valgren \| Dimension Data \| + 26s \| \| \| 7. \| Mike Teunissen \| Team Jumbo-Visma \| + 26s \| \| \| 8. \| Søren Kragh Andersen \| Team Sunweb \| + 33s \| \| \| 9. \| Dion Smith \| Mitchelton-Scott \| + 33s \| \| \| 10. \| Greg Van Avermaet \| CCC Team \| + 33s \| \| |                      |                  |          |
| |                      |                  |          |
| |                      |                  |          |
| Classificação por etapas |                      |                  |          |
| Ciclista | Ciclista             | Equipe           | Tempo    |
| 1. | Tim Wellens          | Lotto-Soudal     | 2h20m41s |
| 2. | Marc Hirschi         | Team Sunweb      | + 0s     |
| 3. | Laurens De Plus      | Team Jumbo-Visma | + 5s     |
| 4. | Iván García Cortina  | Bahrain-Merida   | + 23s    |
| 5. | Oliver Naesen        | AG2R La Mondiale | + 23s    |
| 6. | Michael Valgren      | Dimension Data   | + 26s    |
| 7. | Mike Teunissen       | Team Jumbo-Visma | + 26s    |
| 8. | Søren Kragh Andersen | Team Sunweb      | + 33s    |
| 9. | Dion Smith           | Mitchelton-Scott | + 33s    |
| 10. | Greg Van Avermaet    | CCC Team         | + 33s    |

| \| Classificação geral \| Classificação geral \| Classificação geral \| Classificação geral \| Classificação geral \| \| Ciclista \| Ciclista \| Equipe \| Tempo \| \| \| ------------------- \| -------------------- \| ------------------- \| ------------------- \| ------------------- \| \| 1. \| Tim Wellens \| Lotto-Soudal \| 13h32m46s \| \| \| 2. \| Marc Hirschi \| Team Sunweb \| + 4s \| \| \| 3. \| Laurens De Plus \| Team Jumbo-Visma \| + 14s \| \| \| 4. \| Iván García Cortina \| Bahrain-Merida \| + 36s \| \| \| 5. \| Mike Teunissen \| Team Jumbo-Visma \| + 38s \| \| \| 6. \| Oliver Naesen \| AG2R La Mondiale \| + 39s \| \| \| 7. \| Michael Valgren \| Dimension Data \| + 42s \| \| \| 8. \| Greg Van Avermaet \| CCC Team \| + 49s \| \| \| 9. \| Simon Clarke \| EF Education First \| + 49s \| \| \| 10. \| Søren Kragh Andersen \| Team Sunweb \| + 49s \| \| |                      |                    |           |
| |                      |                    |           |
| |                      |                    |           |
| Classificação geral |                      |                    |           |
| Ciclista | Ciclista             | Equipe             | Tempo     |
| 1. | Tim Wellens          | Lotto-Soudal       | 13h32m46s |
| 2. | Marc Hirschi         | Team Sunweb        | + 4s      |
| 3. | Laurens De Plus      | Team Jumbo-Visma   | + 14s     |
| 4. | Iván García Cortina  | Bahrain-Merida     | + 36s     |
| 5. | Mike Teunissen       | Team Jumbo-Visma   | + 38s     |
| 6. | Oliver Naesen        | AG2R La Mondiale   | + 39s     |
| 7. | Michael Valgren      | Dimension Data     | + 42s     |
| 8. | Greg Van Avermaet    | CCC Team           | + 49s     |
| 9. | Simon Clarke         | EF Education First | + 49s     |
| 10. | Søren Kragh Andersen | Team Sunweb        | + 49s     |

### 5.ª etapa
| Riemst - Venray | etapa plana | (191,4 km) |

| \| Classificação por etapas \| Classificação por etapas \| Classificação por etapas \| Classificação por etapas \| Classificação por etapas \| \| Ciclista \| Ciclista \| Equipe \| Tempo \| \| \| ------------------------ \| ------------------------ \| ------------------------ \| ------------------------ \| ------------------------ \| \| 1. \| Álvaro Hodeg \| Deceuninck-Quick Step \| 3h54m48s \| \| \| 2. \| Sam Bennett \| Bora-Hansgrohe \| + 0s \| \| \| 3. \| Edward Theuns \| Trek-Segafredo \| + 0s \| \| \| 4. \| Timothy Dupont \| Wanty-Gobert \| + 0s \| \| \| 5. \| Arnaud Démare \| Groupama-FDJ \| + 0s \| \| \| 6. \| Kristoffer Halvorsen \| Team Ineos \| + 0s \| \| \| 7. \| Dylan Groenewegen \| Team Jumbo-Visma \| + 0s \| \| \| 8. \| Stan Dewulf \| Lotto-Soudal \| + 0s \| \| \| 9. \| Boris Vallée \| Wanty-Gobert \| + 0s \| \| \| 10. \| Boy van Poppel \| Roompot-Charles \| + 0s \| \| |                      |                       |          |
| |                      |                       |          |
| |                      |                       |          |
| Classificação por etapas |                      |                       |          |
| Ciclista | Ciclista             | Equipe                | Tempo    |
| 1. | Álvaro Hodeg         | Deceuninck-Quick Step | 3h54m48s |
| 2. | Sam Bennett          | Bora-Hansgrohe        | + 0s     |
| 3. | Edward Theuns        | Trek-Segafredo        | + 0s     |
| 4. | Timothy Dupont       | Wanty-Gobert          | + 0s     |
| 5. | Arnaud Démare        | Groupama-FDJ          | + 0s     |
| 6. | Kristoffer Halvorsen | Team Ineos            | + 0s     |
| 7. | Dylan Groenewegen    | Team Jumbo-Visma      | + 0s     |
| 8. | Stan Dewulf          | Lotto-Soudal          | + 0s     |
| 9. | Boris Vallée         | Wanty-Gobert          | + 0s     |
| 10. | Boy van Poppel       | Roompot-Charles       | + 0s     |

| \| Classificação geral \| Classificação geral \| Classificação geral \| Classificação geral \| Classificação geral \| \| Ciclista \| Ciclista \| Equipe \| Tempo \| \| \| ------------------- \| -------------------- \| ------------------- \| ------------------- \| ------------------- \| \| 1. \| Tim Wellens \| Lotto-Soudal \| 17h27m34s \| \| \| 2. \| Marc Hirschi \| Team Sunweb \| + 4s \| \| \| 3. \| Laurens De Plus \| Team Jumbo-Visma \| + 14s \| \| \| 4. \| Iván García Cortina \| Bahrain-Merida \| + 36s \| \| \| 5. \| Oliver Naesen \| AG2R La Mondiale \| + 39s \| \| \| 6. \| Michael Valgren \| Dimension Data \| + 42s \| \| \| 7. \| Mike Teunissen \| Team Jumbo-Visma \| + 45s \| \| \| 8. \| Greg Van Avermaet \| CCC Team \| + 49s \| \| \| 9. \| Simon Clarke \| EF Education First \| + 49s \| \| \| 10. \| Søren Kragh Andersen \| Team Sunweb \| + 49s \| \| |                      |                    |           |
| |                      |                    |           |
| |                      |                    |           |
| Classificação geral |                      |                    |           |
| Ciclista | Ciclista             | Equipe             | Tempo     |
| 1. | Tim Wellens          | Lotto-Soudal       | 17h27m34s |
| 2. | Marc Hirschi         | Team Sunweb        | + 4s      |
| 3. | Laurens De Plus      | Team Jumbo-Visma   | + 14s     |
| 4. | Iván García Cortina  | Bahrain-Merida     | + 36s     |
| 5. | Oliver Naesen        | AG2R La Mondiale   | + 39s     |
| 6. | Michael Valgren      | Dimension Data     | + 42s     |
| 7. | Mike Teunissen       | Team Jumbo-Visma   | + 45s     |
| 8. | Greg Van Avermaet    | CCC Team           | + 49s     |
| 9. | Simon Clarke         | EF Education First | + 49s     |
| 10. | Søren Kragh Andersen | Team Sunweb        | + 49s     |

### 6.ª etapa
| Haia - Haia | contrarrelógio individual | (8,4 km) |

| \| Classificação por etapas \| Classificação por etapas \| Classificação por etapas \| Classificação por etapas \| Classificação por etapas \| \| Ciclista \| Ciclista \| Equipe \| Tempo \| \| \| ------------------------ \| ------------------------ \| ------------------------ \| ------------------------ \| ------------------------ \| \| 1. \| Filippo Ganna \| Team Ineos \| 9m16s \| \| \| 2. \| Edoardo Affini \| Mitchelton-Scott \| + 5s \| \| \| 3. \| Jos van Emden \| Team Jumbo-Visma \| + 8s \| \| \| 4. \| Stefan Küng \| Groupama-FDJ \| + 11s \| \| \| 5. \| Harry Tanfield \| Katusha-Alpecin \| + 15s \| \| \| 6. \| Bob Jungels \| Deceuninck-Quick Step \| + 16s \| \| \| 7. \| Mads Pedersen \| Trek-Segafredo \| + 16s \| \| \| 8. \| Søren Kragh Andersen \| Team Sunweb \| + 16s \| \| \| 9. \| Laurens De Plus \| Team Jumbo-Visma \| + 18s \| \| \| 10. \| Tim Wellens \| Lotto-Soudal \| + 20s \| \| |                      |                       |       |
| |                      |                       |       |
| |                      |                       |       |
| Classificação por etapas |                      |                       |       |
| Ciclista | Ciclista             | Equipe                | Tempo |
| 1. | Filippo Ganna        | Team Ineos            | 9m16s |
| 2. | Edoardo Affini       | Mitchelton-Scott      | + 5s  |
| 3. | Jos van Emden        | Team Jumbo-Visma      | + 8s  |
| 4. | Stefan Küng          | Groupama-FDJ          | + 11s |
| 5. | Harry Tanfield       | Katusha-Alpecin       | + 15s |
| 6. | Bob Jungels          | Deceuninck-Quick Step | + 16s |
| 7. | Mads Pedersen        | Trek-Segafredo        | + 16s |
| 8. | Søren Kragh Andersen | Team Sunweb           | + 16s |
| 9. | Laurens De Plus      | Team Jumbo-Visma      | + 18s |
| 10. | Tim Wellens          | Lotto-Soudal          | + 20s |

| \| Classificação geral \| Classificação geral \| Classificação geral \| Classificação geral \| Classificação geral \| \| Ciclista \| Ciclista \| Equipe \| Tempo \| \| \| ------------------- \| -------------------- \| ------------------- \| ------------------- \| ------------------- \| \| 1. \| Tim Wellens \| Lotto-Soudal \| 17h37m10s \| \| \| 2. \| Marc Hirschi \| Team Sunweb \| + 8s \| \| \| 3. \| Laurens De Plus \| Team Jumbo-Visma \| + 12s \| \| \| 4. \| Stefan Küng \| Groupama-FDJ \| + 40s \| \| \| 5. \| Iván García Cortina \| Bahrain-Merida \| + 43s \| \| \| 6. \| Mike Teunissen \| Team Jumbo-Visma \| + 45s \| \| \| 7. \| Søren Kragh Andersen \| Team Sunweb \| + 45s \| \| \| 8. \| Fabio Felline \| Trek-Segafredo \| + 49s \| \| \| 9. \| Michael Valgren \| Dimension Data \| + 53s \| \| \| 10. \| Greg Van Avermaet \| CCC Team \| + 54s \| \| |                      |                  |           |
| |                      |                  |           |
| |                      |                  |           |
| Classificação geral |                      |                  |           |
| Ciclista | Ciclista             | Equipe           | Tempo     |
| 1. | Tim Wellens          | Lotto-Soudal     | 17h37m10s |
| 2. | Marc Hirschi         | Team Sunweb      | + 8s      |
| 3. | Laurens De Plus      | Team Jumbo-Visma | + 12s     |
| 4. | Stefan Küng          | Groupama-FDJ     | + 40s     |
| 5. | Iván García Cortina  | Bahrain-Merida   | + 43s     |
| 6. | Mike Teunissen       | Team Jumbo-Visma | + 45s     |
| 7. | Søren Kragh Andersen | Team Sunweb      | + 45s     |
| 8. | Fabio Felline        | Trek-Segafredo   | + 49s     |
| 9. | Michael Valgren      | Dimension Data   | + 53s     |
| 10. | Greg Van Avermaet    | CCC Team         | + 54s     |

### 7.ª etapa
| Sint-Pieters-Leeuw - Geraardsbergen | etapa escarpada | (178,1 km) |

| \| Classificação por etapas \| Classificação por etapas \| Classificação por etapas \| Classificação por etapas \| Classificação por etapas \| \| Ciclista \| Ciclista \| Equipe \| Tempo \| \| \| ------------------------ \| ------------------------ \| ------------------------ \| ------------------------ \| ------------------------ \| \| 1. \| Oliver Naesen \| AG2R La Mondiale \| 3h52m40s \| \| \| 2. \| Greg Van Avermaet \| CCC Team \| + 0s \| \| \| 3. \| Laurens De Plus \| Team Jumbo-Visma \| + 4s \| \| \| 4. \| Simon Clarke \| EF Education First \| + 25s \| \| \| 5. \| Philippe Gilbert \| Deceuninck-Quick Step \| + 26s \| \| \| 6. \| Mike Teunissen \| Team Jumbo-Visma \| + 26s \| \| \| 7. \| Michael Valgren \| Dimension Data \| + 35s \| \| \| 8. \| Iván García Cortina \| Bahrain-Merida \| + 35s \| \| \| 9. \| Amaury Capiot \| Sport Vlaanderen-Baloise \| + 38s \| \| \| 10. \| Dylan van Baarle \| Team Ineos \| + 38s \| \| |                     |                          |          |
| |                     |                          |          |
| |                     |                          |          |
| Classificação por etapas |                     |                          |          |
| Ciclista | Ciclista            | Equipe                   | Tempo    |
| 1. | Oliver Naesen       | AG2R La Mondiale         | 3h52m40s |
| 2. | Greg Van Avermaet   | CCC Team                 | + 0s     |
| 3. | Laurens De Plus     | Team Jumbo-Visma         | + 4s     |
| 4. | Simon Clarke        | EF Education First       | + 25s    |
| 5. | Philippe Gilbert    | Deceuninck-Quick Step    | + 26s    |
| 6. | Mike Teunissen      | Team Jumbo-Visma         | + 26s    |
| 7. | Michael Valgren     | Dimension Data           | + 35s    |
| 8. | Iván García Cortina | Bahrain-Merida           | + 35s    |
| 9. | Amaury Capiot       | Sport Vlaanderen-Baloise | + 38s    |
| 10. | Dylan van Baarle    | Team Ineos               | + 38s    |

## Classificações finais
- As classificações finalizaram da seguinte forma:[2]

### Classificação geral
| \| Classificação geral \| Classificação geral \| Classificação geral \| Classificação geral \| Classificação geral \| \| Ciclista \| Ciclista \| Equipe \| Tempo \| \| \| ------------------- \| ------------------- \| ------------------- \| ------------------- \| ------------------- \| \| 1. \| Laurens De Plus \| Team Jumbo-Visma \| 21h29m55s \| \| \| 2. \| Oliver Naesen \| AG2R La Mondiale \| + 35s \| \| \| 3. \| Tim Wellens \| Lotto-Soudal \| + 36s \| \| \| 4. \| Greg Van Avermaet \| CCC Team \| + 37s \| \| \| 5. \| Marc Hirschi \| Team Sunweb \| + 44s \| \| \| 6. \| Mike Teunissen \| Team Jumbo-Visma \| + 1m06s \| \| \| 7. \| Iván García Cortina \| Bahrain-Merida \| + 1m13s \| \| \| 8. \| Stefan Küng \| Groupama-FDJ \| + 1m16s \| \| \| 9. \| Simon Clarke \| EF Education First \| + 1m19s \| \| \| 10. \| Michael Valgren \| Dimension Data \| + 1m23s \| \| |                     |                    |           |
| |                     |                    |           |
| Fonte: ProCyclingStats |                     |                    |           |
| Classificação geral |                     |                    |           |
| Ciclista | Ciclista            | Equipe             | Tempo     |
| 1. | Laurens De Plus     | Team Jumbo-Visma   | 21h29m55s |
| 2. | Oliver Naesen       | AG2R La Mondiale   | + 35s     |
| 3. | Tim Wellens         | Lotto-Soudal       | + 36s     |
| 4. | Greg Van Avermaet   | CCC Team           | + 37s     |
| 5. | Marc Hirschi        | Team Sunweb        | + 44s     |
| 6. | Mike Teunissen      | Team Jumbo-Visma   | + 1m06s   |
| 7. | Iván García Cortina | Bahrain-Merida     | + 1m13s   |
| 8. | Stefan Küng         | Groupama-FDJ       | + 1m16s   |
| 9. | Simon Clarke        | EF Education First | + 1m19s   |
| 10. | Michael Valgren     | Dimension Data     | + 1m23s   |

### Classificação por pontos
| Classificação por pontos | Classificação por pontos | Classificação por pontos | Classificação por pontos | Classificação por pontos |
| Ciclista                 | Ciclista                 | Equipe                   | Pontos                   |                          |
| ------------------------ | ------------------------ | ------------------------ | ------------------------ | ------------------------ |
| 1.                       | Sam Bennett              | Bora-Hansgrohe           | 115 pts                  |                          |
| 2.                       | Jasper Philipsen         | UAE Team Emirates        | 66 pts                   |                          |
| 3.                       | Edward Theuns            | Trek-Segafredo           | 62 pts                   |                          |
| 4.                       | Timothy Dupont           | Wanty-Gobert             | 57 pts                   |                          |
| 5.                       | Laurens De Plus          | Team Jumbo-Visma         | 55 pts                   |                          |
| 6.                       | Mike Teunissen           | Team Jumbo-Visma         | 50 pts                   |                          |
| 7.                       | Oliver Naesen            | AG2R La Mondiale         | 47 pts                   |                          |
| 8.                       | Amaury Capiot            | Sport Vlaanderen-Baloise | 46 pts                   |                          |
| 9.                       | Kristoffer Halvorsen     | Team Ineos               | 46 pts                   |                          |
| 10.                      | Tim Wellens              | Lotto-Soudal             | 40 pts                   |                          |

### Classificação da combatividade
| Classificação da combatividade | Classificação da combatividade | Classificação da combatividade | Classificação da combatividade | Classificação da combatividade |
| Ciclista                       | Ciclista                       | Equipe                         | Pontos                         |                                |
| ------------------------------ | ------------------------------ | ------------------------------ | ------------------------------ | ------------------------------ |
| 1.                             | Baptiste Planckaert            | Wallonie Bruxelles             | 71 pts                         |                                |
| 2.                             | Robert Stannard                | Mitchelton-Scott               | 26 pts                         |                                |
| 3.                             | Thomas Sprengers               | Sport Vlaanderen-Baloise       | 24 pts                         |                                |
| 4.                             | Aaron Verwilst                 | Sport Vlaanderen-Baloise       | 23 pts                         |                                |
| 5.                             | Łukasz Wiśniowski              | CCC Team                       | 19 pts                         |                                |
| 6.                             | Oscar Riesebeek                | Roompot-Charles                | 16 pts                         |                                |
| 7.                             | Laurens De Plus                | Team Jumbo-Visma               | 14 pts                         |                                |
| 8.                             | Stan Dewulf                    | Lotto-Soudal                   | 12 pts                         |                                |
| 9.                             | Willie Smit                    | Katusha-Alpecin                | 12 pts                         |                                |
| 10.                            | Jesper Asselman                | Roompot-Charles                | 12 pts                         |                                |

### Classificação por equipas
| Classificação por equipes | Classificação por equipes | Classificação por equipes | Classificação por equipes |
| Equipe                    | Equipe                    | Tempo                     |                           |
| ------------------------- | ------------------------- | ------------------------- | ------------------------- |
| 1.                        | Team Sunweb               | 64h36m42s                 |                           |
| 2.                        | Team Jumbo-Visma          | + 1m15s                   |                           |
| 3.                        | Deceuninck-Quick Step     | + 1m22s                   |                           |
| 4.                        | Lotto Soudal              | + 5m38s                   |                           |
| 5.                        | AG2R La Mondiale          | + 10m52s                  |                           |
| 6.                        | Mitchelton-Scott          | + 11m13s                  |                           |
| 7.                        | Groupama-FDJ              | + 11m47s                  |                           |
| 8.                        | EF Education First        | + 12m12s                  |                           |
| 9.                        | Astana                    | + 13m14s                  |                           |
| 10.                       | Katusha-Alpecin           | + 14m16s                  |                           |

## Evolução das classificações
| Etapa                 | Vencedor              | Classificação geral | Classificação por pontos | Classificação da combatividade | Classificação por equipas |
| --------------------- | --------------------- | ------------------- | ------------------------ | ------------------------------ | ------------------------- |
| 1.ª                   | Sam Bennett           | Sam Bennett         | Sam Bennett              | Baptiste Planckaert            | Sport Vlaanderen-Baloise  |
| 2.ª                   | Sam Bennett           | Sam Bennett         | Sam Bennett              | Baptiste Planckaert            | Deceuninck-Quick Step     |
| 3.ª                   | Sam Bennett           | Sam Bennett         | Sam Bennett              | Baptiste Planckaert            | Sport Vlaanderen-Baloise  |
| 4.ª                   | Tim Wellens           | Tim Wellens         | Sam Bennett              | Baptiste Planckaert            | Sunweb                    |
| 5.ª                   | Álvaro Hodeg          | Tim Wellens         | Sam Bennett              | Baptiste Planckaert            | Sunweb                    |
| 6.ª                   | Filippo Ganna         | Tim Wellens         | Sam Bennett              | Baptiste Planckaert            | Sunweb                    |
| 7.ª                   | Oliver Naesen         | Laurens De Plus     | Sam Bennett              | Baptiste Planckaert            | Sunweb                    |
| Classificações finais | Classificações finais | Laurens De Plus     | Sam Bennett              | Baptiste Planckaert            | Sunweb                    |

## Ciclistas participantes e posições finais
| Bahrain-Merida TBM | Bahrain-Merida TBM        | Bahrain-Merida TBM |
| ------------------ | ------------------------- | ------------------ |
| Num                | Ciclista                  | Pos                |
| 1                  | Phil Bauhaus (GER)        | DNF-5              |
| 2                  | Valerio Agnoli (ITA)      | DNF-1              |
| 3                  | Grega Bole (SLO)          | 102.               |
| 5                  | Iván García Cortina (ESP) | 7.                 |
| 6                  | Heinrich Haussler (AUS)   | NP-6               |
| 7                  | Marcel Sieberg (GER)      | 84.                |
| 10                 | Wang Meiyin (CHN)         | DNF-7              |

| Deceuninck-Quick Step DQT | Deceuninck-Quick Step DQT   | Deceuninck-Quick Step DQT |
| ------------------------- | --------------------------- | ------------------------- |
| Num                       | Ciclista                    | Pos                       |
| 11                        | Philippe Gilbert (BEL)      | 13.                       |
| 12                        | Tim Declercq (BEL)          | 33.                       |
| 13                        | Álvaro Hodeg (COL)          | DNF-7                     |
| 14                        | Bob Jungels (LUX) (estrada) | DNF-7                     |
| 15                        | Iljo Keisse (BEL)           | DNF-7                     |
| 16                        | Florian Sénéchal (FRA)      | 23.                       |
| 17                        | Zdeněk Štybar (CZE)         | 15.                       |

| Lotto-Soudal LTS | Lotto-Soudal LTS        | Lotto-Soudal LTS |
| ---------------- | ----------------------- | ---------------- |
| Num              | Ciclista                | Pos              |
| 21               | Tim Wellens (BEL)       | 3.               |
| 23               | Stan Dewulf (BEL)       | 24.              |
| 24               | Frederik Frison (BEL)   | DNF-7            |
| 25               | Nikolas Maes (BEL)      | 56.              |
| 27               | Maxime Monfort (BEL)    | 22.              |
| 29               | Rémy Mertz (BEL)        | DNF-7            |
| 30               | Brian van Goethem (NED) | DNF-7            |

| Team Jumbo-Visma TJV | Team Jumbo-Visma TJV    | Team Jumbo-Visma TJV |
| -------------------- | ----------------------- | -------------------- |
| Num                  | Ciclista                | Pos                  |
| 31                   | Dylan Groenewegen (NED) | NP-6                 |
| 32                   | Laurens De Plus (BEL)   | 1.                   |
| 33                   | Paul Martens (GER)      | 99.                  |
| 34                   | Timo Roosen (NED)       | 67.                  |
| 35                   | Mike Teunissen (NED)    | 6.                   |
| 36                   | Jos van Emden (NED)     | 78.                  |
| 37                   | Maarten Wynants (BEL)   | DNF-2                |

| Movistar Team MOV | Movistar Team MOV      | Movistar Team MOV |
| ----------------- | ---------------------- | ----------------- |
| Num               | Ciclista               | Pos               |
| 41                | Jürgen Roelandts (BEL) | 90.               |
| 42                | Héctor Carretero (ESP) | DNF-7             |
| 43                | Jaime Castrillo (ESP)  | DNF-7             |
| 44                | Lluís Mas (ESP)        | DNF-7             |
| 46                | Jasha Sütterlin (GER)  | 48.               |
| 47                | Carlos Verona (ESP)    | 50.               |
| 49                | Winner Anacona (COL)   | DNF-1             |

| CCC Team CCC | CCC Team CCC                   | CCC Team CCC |
| ------------ | ------------------------------ | ------------ |
| Num          | Ciclista                       | Pos          |
| 51           | Greg Van Avermaet (BEL)        | 4.           |
| 52           | Michael Schär (SUI)            | 51.          |
| 53           | Jakub Mareczko (ITA)           | DNF-7        |
| 54           | Josef Černý (CZE)              | DNF-7        |
| 56           | Łukasz Wiśniowski (POL)        | 62.          |
| 57           | Guillaume Van Keirsbulck (BEL) | 63.          |
| 60           | Gijs Van Hoecke (BEL)          | 64.          |

| Mitchelton-Scott MTS | Mitchelton-Scott MTS   | Mitchelton-Scott MTS |
| -------------------- | ---------------------- | -------------------- |
| Num                  | Ciclista               | Pos                  |
| 61                   | Michael Albasini (SUI) | 58.                  |
| 62                   | Edoardo Affini (ITA)   | 60.                  |
| 63                   | Jack Bauer (NZL)       | 36.                  |
| 64                   | Cameron Meyer (AUS)    | 41.                  |
| 65                   | Callum Scotson (AUS)   | 52.                  |
| 66                   | Dion Smith (NZL)       | 14.                  |
| 67                   | Robert Stannard (AUS)  | 39.                  |

| Team Ineos INS | Team Ineos INS             | Team Ineos INS |
| -------------- | -------------------------- | -------------- |
| Num            | Ciclista                   | Pos            |
| 71             | Dylan van Baarle (NED)     | 18.            |
| 72             | Filippo Ganna (ITA)        | DNF-7          |
| 73             | Kristoffer Halvorsen (NOR) | 71.            |
| 74             | Christian Knees (GER)      | 69.            |
| 75             | Christopher Lawless (GBR)  | DNF-2          |
| 77             | Leonardo Basso (ITA)       | 72.            |
| 80             | Michał Gołaś (POL)         | 29.            |

| Team Sunweb SUN | Team Sunweb SUN            | Team Sunweb SUN |
| --------------- | -------------------------- | --------------- |
| Num             | Ciclista                   | Pos             |
| 81              | Jan Bakelants (BEL)        | 27.             |
| 82              | Roy Curvers (NED)          | DNF-7           |
| 83              | Marc Hirschi (SUI)         | 5.              |
| 84              | Søren Kragh Andersen (DEN) | DNF-7           |
| 85              | Joris Nieuwenhuis (NED)    | 46.             |
| 86              | Casper Pedersen (DEN)      | 42.             |
| 87              | Martijn Tusveld (NED)      | 21.             |

| Trek-Segafredo TFS | Trek-Segafredo TFS     | Trek-Segafredo TFS |
| ------------------ | ---------------------- | ------------------ |
| Num                | Ciclista               | Pos                |
| 91                 | Edward Theuns (BEL)    | 73.                |
| 92                 | Fabio Felline (ITA)    | 11.                |
| 93                 | Alex Frame (NZL)       | DNF-7              |
| 94                 | Alex Kirsch (LUX)      | DNF-7              |
| 95                 | Matteo Moschetti (ITA) | DNF-7              |
| 96                 | Fumiyuki Beppu (JPN)   | 95.                |
| 97                 | Mads Pedersen (DEN)    | 37.                |

| UAE Team Emirates UAD | UAE Team Emirates UAD       | UAE Team Emirates UAD |
| --------------------- | --------------------------- | --------------------- |
| Num                   | Ciclista                    | Pos                   |
| 101                   | Jasper Philipsen (BEL)      | 53.                   |
| 102                   | Roberto Ferrari (ITA)       | 87.                   |
| 103                   | Marco Marcato (ITA)         | 20.                   |
| 104                   | Juan Sebastián Molano (COL) | DNF-7                 |
| 105                   | Rui Oliveira (POR)          | 101.                  |
| 106                   | Tom Bohli (SUI)             | 94.                   |
| 107                   | Oliviero Troia (ITA)        | DNF-7                 |

| Bora-Hansgrohe BOH | Bora-Hansgrohe BOH          | Bora-Hansgrohe BOH |
| ------------------ | --------------------------- | ------------------ |
| Num                | Ciclista                    | Pos                |
| 111                | Sam Bennett (IRL) (estrada) | 61.                |
| 112                | Marcus Burghardt (GER)      | 103.               |
| 113                | Jean-Pierre Drucker (LUX)   | 47.                |
| 114                | Oscar Gatto (ITA)           | DNF-7              |
| 115                | Jay McCarthy (AUS)          | 19.                |
| 116                | Daniel Oss (ITA)            | DNF-4              |
| 117                | Lukas Pöstlberger (AUT)     | 25.                |

| Dimension Data TDD | Dimension Data TDD                | Dimension Data TDD |
| ------------------ | --------------------------------- | ------------------ |
| Num                | Ciclista                          | Pos                |
| 121                | Michael Valgren (DEN)             | 10.                |
| 122                | Ryan Gibbons (RSA)                | 65.                |
| 123                | Reinardt Janse van Rensburg (RSA) | 17.                |
| 124                | Mark Renshaw (AUS)                | DNF-7              |
| 125                | Lars Bak (DEN)                    | DNF-7              |
| 126                | Rasmus Tiller (NOR)               | DNF-2              |
| 127                | Julien Vermote (BEL)              | 66.                |

| EF Education First EF1 | EF Education First EF1    | EF Education First EF1 |
| ---------------------- | ------------------------- | ---------------------- |
| Num                    | Ciclista                  | Pos                    |
| 131                    | Simon Clarke (AUS)        | 9.                     |
| 132                    | Moreno Hofland (NED)      | NP-6                   |
| 133                    | Mitchell Docker (AUS)     | 57.                    |
| 134                    | Sacha Modolo (ITA)        | DNF-7                  |
| 135                    | Logan Owen (USA)          | NP-5                   |
| 136                    | Julius van den Berg (NED) | DNF-7                  |
| 137                    | Sep Vanmarcke (BEL)       | 12.                    |

| Groupama-FDJ GFC | Groupama-FDJ GFC       | Groupama-FDJ GFC |
| ---------------- | ---------------------- | ---------------- |
| Num              | Ciclista               | Pos              |
| 141              | Arnaud Démare (FRA)    | 100.             |
| 142              | Kevin Geniets (LUX)    | 31.              |
| 144              | Stefan Küng (SUI)      | 8.               |
| 145              | Valentin Madouas (FRA) | 38.              |
| 146              | Miles Scotson (AUS)    | DNF-7            |
| 147              | Ramon Sinkeldam (NED)  | DNF-7            |
| 150              | Olivier Le Gac (FRA)   | NP-4             |

| Katusha-Alpecin TKA | Katusha-Alpecin TKA        | Katusha-Alpecin TKA |
| ------------------- | -------------------------- | ------------------- |
| Num                 | Ciclista                   | Pos                 |
| 151                 | Reto Hollenstein (SUI)     | 81.                 |
| 152                 | Ruben Guerreiro (POR)      | 16.                 |
| 153                 | Jenthe Biermans (BEL)      | 32.                 |
| 155                 | Viacheslav Kuznetsov (RUS) | 76.                 |
| 156                 | Willie Smit (RSA)          | 34.                 |
| 157                 | Harry Tanfield (GBR)       | DNF-7               |
| 158                 | Jens Debusschere (BEL)     | 80.                 |

| AG2R La Mondiale ALM | AG2R La Mondiale ALM     | AG2R La Mondiale ALM |
| -------------------- | ------------------------ | -------------------- |
| Num                  | Ciclista                 | Pos                  |
| 161                  | Oliver Naesen (BEL)      | 2.                   |
| 162                  | Nico Denz (GER)          | 28.                  |
| 163                  | Julien Duval (FRA)       | 89.                  |
| 164                  | Dorian Godon (FRA)       | DNF-7                |
| 165                  | Larry Warbasse (USA)     | 35.                  |
| 166                  | Gediminas Bagdonas (LTU) | DNF-7                |
| 167                  | Stijn Vandenbergh (BEL)  | 86.                  |

| Astana AST | Astana AST               | Astana AST |
| ---------- | ------------------------ | ---------- |
| Num        | Ciclista                 | Pos        |
| 171        | Laurens De Vreese (BEL)  | 96.        |
| 172        | Zhandos Bizhigitov (KAZ) | 49.        |
| 173        | Davide Ballerini (ITA)   | 43.        |
| 174        | Yevgeniy Gidich (KAZ)    | DNF-7      |
| 175        | Dmitriy Gruzdev (KAZ)    | 82.        |
| 177        | Artiom Zakharov (KAZ)    | 92.        |
| 178        | Manuele Boaro (ITA)      | DNF-7      |

| Roompot-Charles ROC | Roompot-Charles ROC        | Roompot-Charles ROC |
| ------------------- | -------------------------- | ------------------- |
| Num                 | Ciclista                   | Pos                 |
| 181                 | Lars Boom (NED)            | 67.                 |
| 182                 | Jesper Asselman (NED)      | 54.                 |
| 184                 | Senne Leysen (BEL)         | DNF-7               |
| 185                 | Boy van Poppel (NED)       | 78.                 |
| 186                 | Jan-Willem van Schip (NED) | 75.                 |
| 187                 | Oscar Riesebeek (NED)      | 85.                 |
| 190                 | Stijn Steels (BEL)         | 83.                 |

| Sport Vlaanderen-Baloise SVB | Sport Vlaanderen-Baloise SVB | Sport Vlaanderen-Baloise SVB |
| ---------------------------- | ---------------------------- | ---------------------------- |
| Num                          | Ciclista                     | Pos                          |
| 191                          | Amaury Capiot (BEL)          | 40.                          |
| 192                          | Piet Allegaert (BEL)         | 45.                          |
| 193                          | Milan Menten (BEL)           | 44.                          |
| 194                          | Edward Planckaert (BEL)      | 98.                          |
| 195                          | Thomas Sprengers (BEL)       | 30.                          |
| 196                          | Dries Van Gestel (BEL)       | 88.                          |
| 200                          | Aaron Verwilst (BEL)         | 97.                          |

| Wanty-Gobert WGG | Wanty-Gobert WGG           | Wanty-Gobert WGG |
| ---------------- | -------------------------- | ---------------- |
| Num              | Ciclista                   | Pos              |
| 201              | Xandro Meurisse (BEL)      | DNF-3            |
| 202              | Aimé De Gendt (BEL)        | 55.              |
| 203              | Tom Devriendt (BEL)        | DNF-7            |
| 204              | Timothy Dupont (BEL)       | 74.              |
| 205              | Wesley Kreder (NED)        | 79.              |
| 206              | Pieter Vanspeybrouck (BEL) | DNF-4            |
| 210              | Boris Vallée (BEL)         | 68.              |

| Wallonie Bruxelles WVA | Wallonie Bruxelles WVA    | Wallonie Bruxelles WVA |
| ---------------------- | ------------------------- | ---------------------- |
| Num                    | Ciclista                  | Pos                    |
| 211                    | Baptiste Planckaert (BEL) | 91.                    |
| 212                    | Kenny Dehaes (BEL)        | DNF-1                  |
| 213                    | Eliot Lietaer (BEL)       | DNF-5                  |
| 215                    | Ludovic Robeet (BEL)      | 93.                    |
| 216                    | Lionel Taminiaux (BEL)    | DNF-7                  |
| 217                    | Lukas Spengler (SUI)      | DNF-4                  |
| 218                    | Aksel Nõmmela (EST)       | 77.                    |

| Total Direct Énergie TDE | Total Direct Énergie TDE | Total Direct Énergie TDE |
| ------------------------ | ------------------------ | ------------------------ |
| Num                      | Ciclista                 | Pos                      |
| 221                      | Angélo Tulik (FRA)       | DNF-7                    |
| 222                      | Romain Cardis (FRA)      | NP-5                     |
| 223                      | Damien Gaudin (FRA)      | DNF-7                    |
| 224                      | Pim Ligthart (NED)       | DNF-7                    |
| 225                      | Adrien Petit (FRA)       | DNF-7                    |
| 226                      | Alexandre Pichot (FRA)   | 104.                     |
| 227                      | Thomas Boudat (FRA)      | 70.                      |

| Bahrain-Merida TBM | Bahrain-Merida TBM        | Bahrain-Merida TBM |
| ------------------ | ------------------------- | ------------------ |
| Num                | Ciclista                  | Pos                |
| 1                  | Phil Bauhaus (GER)        | DNF-5              |
| 2                  | Valerio Agnoli (ITA)      | DNF-1              |
| 3                  | Grega Bole (SLO)          | 102.               |
| 5                  | Iván García Cortina (ESP) | 7.                 |
| 6                  | Heinrich Haussler (AUS)   | NP-6               |
| 7                  | Marcel Sieberg (GER)      | 84.                |
| 10                 | Wang Meiyin (CHN)         | DNF-7              |

| Deceuninck-Quick Step DQT | Deceuninck-Quick Step DQT   | Deceuninck-Quick Step DQT |
| ------------------------- | --------------------------- | ------------------------- |
| Num                       | Ciclista                    | Pos                       |
| 11                        | Philippe Gilbert (BEL)      | 13.                       |
| 12                        | Tim Declercq (BEL)          | 33.                       |
| 13                        | Álvaro Hodeg (COL)          | DNF-7                     |
| 14                        | Bob Jungels (LUX) (estrada) | DNF-7                     |
| 15                        | Iljo Keisse (BEL)           | DNF-7                     |
| 16                        | Florian Sénéchal (FRA)      | 23.                       |
| 17                        | Zdeněk Štybar (CZE)         | 15.                       |

| Lotto-Soudal LTS | Lotto-Soudal LTS        | Lotto-Soudal LTS |
| ---------------- | ----------------------- | ---------------- |
| Num              | Ciclista                | Pos              |
| 21               | Tim Wellens (BEL)       | 3.               |
| 23               | Stan Dewulf (BEL)       | 24.              |
| 24               | Frederik Frison (BEL)   | DNF-7            |
| 25               | Nikolas Maes (BEL)      | 56.              |
| 27               | Maxime Monfort (BEL)    | 22.              |
| 29               | Rémy Mertz (BEL)        | DNF-7            |
| 30               | Brian van Goethem (NED) | DNF-7            |

| Team Jumbo-Visma TJV | Team Jumbo-Visma TJV    | Team Jumbo-Visma TJV |
| -------------------- | ----------------------- | -------------------- |
| Num                  | Ciclista                | Pos                  |
| 31                   | Dylan Groenewegen (NED) | NP-6                 |
| 32                   | Laurens De Plus (BEL)   | 1.                   |
| 33                   | Paul Martens (GER)      | 99.                  |
| 34                   | Timo Roosen (NED)       | 67.                  |
| 35                   | Mike Teunissen (NED)    | 6.                   |
| 36                   | Jos van Emden (NED)     | 78.                  |
| 37                   | Maarten Wynants (BEL)   | DNF-2                |

| Movistar Team MOV | Movistar Team MOV      | Movistar Team MOV |
| ----------------- | ---------------------- | ----------------- |
| Num               | Ciclista               | Pos               |
| 41                | Jürgen Roelandts (BEL) | 90.               |
| 42                | Héctor Carretero (ESP) | DNF-7             |
| 43                | Jaime Castrillo (ESP)  | DNF-7             |
| 44                | Lluís Mas (ESP)        | DNF-7             |
| 46                | Jasha Sütterlin (GER)  | 48.               |
| 47                | Carlos Verona (ESP)    | 50.               |
| 49                | Winner Anacona (COL)   | DNF-1             |

| CCC Team CCC | CCC Team CCC                   | CCC Team CCC |
| ------------ | ------------------------------ | ------------ |
| Num          | Ciclista                       | Pos          |
| 51           | Greg Van Avermaet (BEL)        | 4.           |
| 52           | Michael Schär (SUI)            | 51.          |
| 53           | Jakub Mareczko (ITA)           | DNF-7        |
| 54           | Josef Černý (CZE)              | DNF-7        |
| 56           | Łukasz Wiśniowski (POL)        | 62.          |
| 57           | Guillaume Van Keirsbulck (BEL) | 63.          |
| 60           | Gijs Van Hoecke (BEL)          | 64.          |

| Mitchelton-Scott MTS | Mitchelton-Scott MTS   | Mitchelton-Scott MTS |
| -------------------- | ---------------------- | -------------------- |
| Num                  | Ciclista               | Pos                  |
| 61                   | Michael Albasini (SUI) | 58.                  |
| 62                   | Edoardo Affini (ITA)   | 60.                  |
| 63                   | Jack Bauer (NZL)       | 36.                  |
| 64                   | Cameron Meyer (AUS)    | 41.                  |
| 65                   | Callum Scotson (AUS)   | 52.                  |
| 66                   | Dion Smith (NZL)       | 14.                  |
| 67                   | Robert Stannard (AUS)  | 39.                  |

| Team Ineos INS | Team Ineos INS             | Team Ineos INS |
| -------------- | -------------------------- | -------------- |
| Num            | Ciclista                   | Pos            |
| 71             | Dylan van Baarle (NED)     | 18.            |
| 72             | Filippo Ganna (ITA)        | DNF-7          |
| 73             | Kristoffer Halvorsen (NOR) | 71.            |
| 74             | Christian Knees (GER)      | 69.            |
| 75             | Christopher Lawless (GBR)  | DNF-2          |
| 77             | Leonardo Basso (ITA)       | 72.            |
| 80             | Michał Gołaś (POL)         | 29.            |

| Team Sunweb SUN | Team Sunweb SUN            | Team Sunweb SUN |
| --------------- | -------------------------- | --------------- |
| Num             | Ciclista                   | Pos             |
| 81              | Jan Bakelants (BEL)        | 27.             |
| 82              | Roy Curvers (NED)          | DNF-7           |
| 83              | Marc Hirschi (SUI)         | 5.              |
| 84              | Søren Kragh Andersen (DEN) | DNF-7           |
| 85              | Joris Nieuwenhuis (NED)    | 46.             |
| 86              | Casper Pedersen (DEN)      | 42.             |
| 87              | Martijn Tusveld (NED)      | 21.             |

| Trek-Segafredo TFS | Trek-Segafredo TFS     | Trek-Segafredo TFS |
| ------------------ | ---------------------- | ------------------ |
| Num                | Ciclista               | Pos                |
| 91                 | Edward Theuns (BEL)    | 73.                |
| 92                 | Fabio Felline (ITA)    | 11.                |
| 93                 | Alex Frame (NZL)       | DNF-7              |
| 94                 | Alex Kirsch (LUX)      | DNF-7              |
| 95                 | Matteo Moschetti (ITA) | DNF-7              |
| 96                 | Fumiyuki Beppu (JPN)   | 95.                |
| 97                 | Mads Pedersen (DEN)    | 37.                |

| UAE Team Emirates UAD | UAE Team Emirates UAD       | UAE Team Emirates UAD |
| --------------------- | --------------------------- | --------------------- |
| Num                   | Ciclista                    | Pos                   |
| 101                   | Jasper Philipsen (BEL)      | 53.                   |
| 102                   | Roberto Ferrari (ITA)       | 87.                   |
| 103                   | Marco Marcato (ITA)         | 20.                   |
| 104                   | Juan Sebastián Molano (COL) | DNF-7                 |
| 105                   | Rui Oliveira (POR)          | 101.                  |
| 106                   | Tom Bohli (SUI)             | 94.                   |
| 107                   | Oliviero Troia (ITA)        | DNF-7                 |

| Bora-Hansgrohe BOH | Bora-Hansgrohe BOH          | Bora-Hansgrohe BOH |
| ------------------ | --------------------------- | ------------------ |
| Num                | Ciclista                    | Pos                |
| 111                | Sam Bennett (IRL) (estrada) | 61.                |
| 112                | Marcus Burghardt (GER)      | 103.               |
| 113                | Jean-Pierre Drucker (LUX)   | 47.                |
| 114                | Oscar Gatto (ITA)           | DNF-7              |
| 115                | Jay McCarthy (AUS)          | 19.                |
| 116                | Daniel Oss (ITA)            | DNF-4              |
| 117                | Lukas Pöstlberger (AUT)     | 25.                |

| Dimension Data TDD | Dimension Data TDD                | Dimension Data TDD |
| ------------------ | --------------------------------- | ------------------ |
| Num                | Ciclista                          | Pos                |
| 121                | Michael Valgren (DEN)             | 10.                |
| 122                | Ryan Gibbons (RSA)                | 65.                |
| 123                | Reinardt Janse van Rensburg (RSA) | 17.                |
| 124                | Mark Renshaw (AUS)                | DNF-7              |
| 125                | Lars Bak (DEN)                    | DNF-7              |
| 126                | Rasmus Tiller (NOR)               | DNF-2              |
| 127                | Julien Vermote (BEL)              | 66.                |

| EF Education First EF1 | EF Education First EF1    | EF Education First EF1 |
| ---------------------- | ------------------------- | ---------------------- |
| Num                    | Ciclista                  | Pos                    |
| 131                    | Simon Clarke (AUS)        | 9.                     |
| 132                    | Moreno Hofland (NED)      | NP-6                   |
| 133                    | Mitchell Docker (AUS)     | 57.                    |
| 134                    | Sacha Modolo (ITA)        | DNF-7                  |
| 135                    | Logan Owen (USA)          | NP-5                   |
| 136                    | Julius van den Berg (NED) | DNF-7                  |
| 137                    | Sep Vanmarcke (BEL)       | 12.                    |

| Groupama-FDJ GFC | Groupama-FDJ GFC       | Groupama-FDJ GFC |
| ---------------- | ---------------------- | ---------------- |
| Num              | Ciclista               | Pos              |
| 141              | Arnaud Démare (FRA)    | 100.             |
| 142              | Kevin Geniets (LUX)    | 31.              |
| 144              | Stefan Küng (SUI)      | 8.               |
| 145              | Valentin Madouas (FRA) | 38.              |
| 146              | Miles Scotson (AUS)    | DNF-7            |
| 147              | Ramon Sinkeldam (NED)  | DNF-7            |
| 150              | Olivier Le Gac (FRA)   | NP-4             |

| Katusha-Alpecin TKA | Katusha-Alpecin TKA        | Katusha-Alpecin TKA |
| ------------------- | -------------------------- | ------------------- |
| Num                 | Ciclista                   | Pos                 |
| 151                 | Reto Hollenstein (SUI)     | 81.                 |
| 152                 | Ruben Guerreiro (POR)      | 16.                 |
| 153                 | Jenthe Biermans (BEL)      | 32.                 |
| 155                 | Viacheslav Kuznetsov (RUS) | 76.                 |
| 156                 | Willie Smit (RSA)          | 34.                 |
| 157                 | Harry Tanfield (GBR)       | DNF-7               |
| 158                 | Jens Debusschere (BEL)     | 80.                 |

| AG2R La Mondiale ALM | AG2R La Mondiale ALM     | AG2R La Mondiale ALM |
| -------------------- | ------------------------ | -------------------- |
| Num                  | Ciclista                 | Pos                  |
| 161                  | Oliver Naesen (BEL)      | 2.                   |
| 162                  | Nico Denz (GER)          | 28.                  |
| 163                  | Julien Duval (FRA)       | 89.                  |
| 164                  | Dorian Godon (FRA)       | DNF-7                |
| 165                  | Larry Warbasse (USA)     | 35.                  |
| 166                  | Gediminas Bagdonas (LTU) | DNF-7                |
| 167                  | Stijn Vandenbergh (BEL)  | 86.                  |

| Astana AST | Astana AST               | Astana AST |
| ---------- | ------------------------ | ---------- |
| Num        | Ciclista                 | Pos        |
| 171        | Laurens De Vreese (BEL)  | 96.        |
| 172        | Zhandos Bizhigitov (KAZ) | 49.        |
| 173        | Davide Ballerini (ITA)   | 43.        |
| 174        | Yevgeniy Gidich (KAZ)    | DNF-7      |
| 175        | Dmitriy Gruzdev (KAZ)    | 82.        |
| 177        | Artiom Zakharov (KAZ)    | 92.        |
| 178        | Manuele Boaro (ITA)      | DNF-7      |

| Roompot-Charles ROC | Roompot-Charles ROC        | Roompot-Charles ROC |
| ------------------- | -------------------------- | ------------------- |
| Num                 | Ciclista                   | Pos                 |
| 181                 | Lars Boom (NED)            | 67.                 |
| 182                 | Jesper Asselman (NED)      | 54.                 |
| 184                 | Senne Leysen (BEL)         | DNF-7               |
| 185                 | Boy van Poppel (NED)       | 78.                 |
| 186                 | Jan-Willem van Schip (NED) | 75.                 |
| 187                 | Oscar Riesebeek (NED)      | 85.                 |
| 190                 | Stijn Steels (BEL)         | 83.                 |

| Sport Vlaanderen-Baloise SVB | Sport Vlaanderen-Baloise SVB | Sport Vlaanderen-Baloise SVB |
| ---------------------------- | ---------------------------- | ---------------------------- |
| Num                          | Ciclista                     | Pos                          |
| 191                          | Amaury Capiot (BEL)          | 40.                          |
| 192                          | Piet Allegaert (BEL)         | 45.                          |
| 193                          | Milan Menten (BEL)           | 44.                          |
| 194                          | Edward Planckaert (BEL)      | 98.                          |
| 195                          | Thomas Sprengers (BEL)       | 30.                          |
| 196                          | Dries Van Gestel (BEL)       | 88.                          |
| 200                          | Aaron Verwilst (BEL)         | 97.                          |

| Wanty-Gobert WGG | Wanty-Gobert WGG           | Wanty-Gobert WGG |
| ---------------- | -------------------------- | ---------------- |
| Num              | Ciclista                   | Pos              |
| 201              | Xandro Meurisse (BEL)      | DNF-3            |
| 202              | Aimé De Gendt (BEL)        | 55.              |
| 203              | Tom Devriendt (BEL)        | DNF-7            |
| 204              | Timothy Dupont (BEL)       | 74.              |
| 205              | Wesley Kreder (NED)        | 79.              |
| 206              | Pieter Vanspeybrouck (BEL) | DNF-4            |
| 210              | Boris Vallée (BEL)         | 68.              |

| Wallonie Bruxelles WVA | Wallonie Bruxelles WVA    | Wallonie Bruxelles WVA |
| ---------------------- | ------------------------- | ---------------------- |
| Num                    | Ciclista                  | Pos                    |
| 211                    | Baptiste Planckaert (BEL) | 91.                    |
| 212                    | Kenny Dehaes (BEL)        | DNF-1                  |
| 213                    | Eliot Lietaer (BEL)       | DNF-5                  |
| 215                    | Ludovic Robeet (BEL)      | 93.                    |
| 216                    | Lionel Taminiaux (BEL)    | DNF-7                  |
| 217                    | Lukas Spengler (SUI)      | DNF-4                  |
| 218                    | Aksel Nõmmela (EST)       | 77.                    |

| Total Direct Énergie TDE | Total Direct Énergie TDE | Total Direct Énergie TDE |
| ------------------------ | ------------------------ | ------------------------ |
| Num                      | Ciclista                 | Pos                      |
| 221                      | Angélo Tulik (FRA)       | DNF-7                    |
| 222                      | Romain Cardis (FRA)      | NP-5                     |
| 223                      | Damien Gaudin (FRA)      | DNF-7                    |
| 224                      | Pim Ligthart (NED)       | DNF-7                    |
| 225                      | Adrien Petit (FRA)       | DNF-7                    |
| 226                      | Alexandre Pichot (FRA)   | 104.                     |
| 227                      | Thomas Boudat (FRA)      | 70.                      |

## UCI World Ranking
A BinckBank Tour outorga pontos para o UCI World Ranking para corredores das equipas nas categorias UCI World Team, Profissional Continental e Equipas Continentais. As seguintes tabelas mostram o barómetro de pontuação e os 10 corredores que obtiveram mais pontos:
| Posição             | 1.º | 2.º | 3.º | 4.º | 5.º | 6.º | 7.º | 8.º | 9.º | 10.º | 11.º | 12.º | 13.º | 14.º | 15.º | 16.º-20.º | 21.º-30.º | 31.º-50.º | 51.º-55.º | 56.º-60.º |
| Classificação geral | 400 | 320 | 260 | 220 | 180 | 140 | 120 | 100 | 80  | 68   | 56   | 48   | 40   | 32   | 28   | 24        | 16        | 8         | 4         | 2         |
| Por etapa           | 50  | 20  | 8   |     |     |     |     |     |     |      |      |      |      |      |      |           |           |           |           |           |
| Líder               | 8   |     |     |     |     |     |     |     |     |      |      |      |      |      |      |           |           |           |           |           |

| Classificação |                        |                    |       |       |       |       |
| Posição       | Ciclista               | Equipa             | Geral | Etapa | Líder | Total |
| ------------- | ---------------------- | ------------------ | ----- | ----- | ----- | ----- |
| 1.º           | Laurens De Plus        | Jumbo-Visma        | 400   | 16    | -     | 416   |
| 2.º           | Oliver Naesen          | AG2R La Mondiale   | 320   | 50    | -     | 370   |
| 3.º           | Tim Wellens            | Lotto Soudal       | 260   | 50    | 24    | 334   |
| 4.º           | Greg Van Avermaet      | CCC                | 220   | 20    | -     | 240   |
| 5.º           | Marc Hirschi           | Sunweb             | 180   | 20    | -     | 200   |
| 6.º           | Sam Bennett (ciclista) | Bora-Hansgrohe     | -     | 170   | 24    | 194   |
| 7.º           | Mike Teunissen         | Jumbo-Visma        | 140   | 8     | -     | 148   |
| 8.º           | Iván García Cortina    | Bahrain Merida     | 120   | -     | -     | 120   |
| 9.º           | Stefan Küng            | Groupama-FDJ       | 100   | -     | -     | 100   |
| 10.º          | Simon Clarke           | EF Education First | 80    | -     | -     | 80    |